# Diclinanona calycina
Diclinanona calycina (Diels) R.E.Fr. – gatunek rośliny z rodziny flaszowcowatych (Annonaceae Juss.). Występuje naturalnie w Peru, Kolumbii, Wenezueli oraz Brazylii (w stanach Acre i Amazonas). 

## Morfologia
PokrójZimozielone drzewo dorastające do 7–11 m wysokości.
LiścieMają kształt od odwrotnie jajowatego do eliptycznego. Mierzą 26–34 cm długości oraz 8–11 cm szerokości. Nasada liścia jest ostrokątna. Blaszka liściowa jest o spiczastym wierzchołku. Ogonek liściowy jest nagi i dorasta do 5–15 mm długości.
KwiatySą pojedyncze, rozwijają się w kątach pędów. Działki kielicha mają owalny kształt i dorastają do 6 mm długości. Płatki mają kształt od owalnego do eliptycznego i żółtawą barwę, osiągają do 6–8 mm długości.
OwoceMają kulisty kształt. Osiągają 35 mm długości.

## Biologia i ekologia
Rośnie w wiecznie zielonych lasach. Występuje na terenach nizinnych.